# 交城酸枣
交城酸枣，是指一类中华人民共和国山西省吕梁市交城县的土特产酸枣、中国地理标志产品。

## 特点
交城酸枣属于“山西七大名枣”之一（稷山板枣、运城相枣、交城酸枣、柳林大枣、太谷壶酸枣、临汾尧枣、保德油枣）。其品种特别，对枣疯病有免疫能力。被选为中华人民共和国第三节农产品博览会名牌产品。